# Fiona Bourke
Fiona „Fi“ Bourke (* 16. Oktober 1988 in Dannevirke, Neuseeland) ist eine neuseeländische Ruderin. Sie gewann 2014 den Weltmeistertitel im Doppelzweier.
Fiona Bourke begann 2007 mit dem Rudersport. 2010 gewann sie mit dem Achter die Silbermedaille bei den U23-Weltmeisterschaften. Bei den Ruder-Weltmeisterschaften 2010 ohne Altersbeschränkung belegte sie mit dem Doppelvierer den sechsten Platz. Im Jahr darauf belegte der neuseeländische Doppelvierer bei zwei Weltcupregatten den dritten Platz, auch bei den Ruder-Weltmeisterschaften 2011 fuhren Sarah Gray, Louise Trappitt, Fiona Bourke und Eve Macfarlane als dritte ins Ziel. In der gleichen Besetzung verpasste der Doppelvierer bei den Olympischen Spielen 2012 das A-Finale und belegte als Sieger des B-Finales den siebten Platz.
2013 bildete Fiona Bourke zusammen mit Zoe Stevenson einen Doppelzweier, das Boot siegte bei der Weltcupregatta in Sydney. Beim dritten Weltcup in Luzern belegten die beiden den zweiten Platz hinter dem litauischen Doppelzweier, dieses Ergebnis wiederholte sich bei den Ruder-Weltmeisterschaften 2013. 2014 gewannen Stevenson und Bourke dann den Weltmeistertitel.
Die 1,87 m große Fiona Bourke startet für die Rudergemeinschaft der University of Otago.